# Nyíl

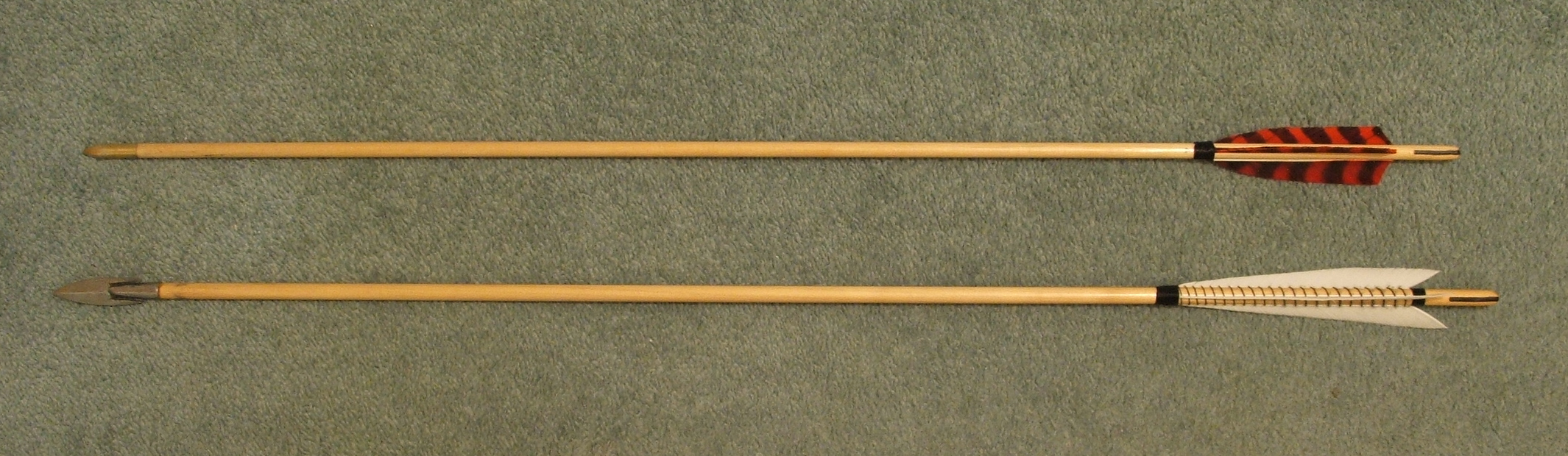
Felső: modern célnyíl sárgaréz heggyel. Alul: középkori nyíl másolata kézzel vágott csíkozással, széles fejjel

A nyíl vagy nyílvessző az íj lövedéke. Feltalálása korszakalkotó és fordulópont a taktika fejlődésében, mert ez az első fegyver, mely a rugalmasság felhasználásán alapul. Ezen az alapon fejlődtek a lövőfegyverek és a mai tökéletesedett lövőfegyverek is ezen alapulnak. A nyilakat általában tegezben tárolják.

## Felépítése
A nyílvessző alapvetően egy hosszú, vékony, egyenes (leggyakrabban fa vagy nád) pálca, elején nyílheggyel, mely az őskorban kőből és csontból, a későbbi idők folyamán fémből készült. A nyílvesszővég vagy nock általában egy bevágás, néha kötözéssel, esetleg csonttal megerősítve, és a nyílnak az íj idegére való illesztését segíti. A vesszőnek ezt a részét szép magyarul a vessző ajkának is lehet nevezni. A nyilakat általában tollazattal is ellátták, ez leggyakrabban 2, 3 vagy 4 szimmetrikusan rögzített tollat jelentett. Ezek stabilizálták a vessző röppályáját.
Napjainkban igen elterjedten használatosak az alumíniumötvözetekből vagy szénszál erősítésű műanyagokból, sőt, ezek kombinálásával készült nyíltestek, általános nevükön az alu- és karbonvesszők.

## Fajtái
Az ókorban és középkorban a keleti népeké nádból, az európaiaké kőris- vagy gyertyánfából készült. A római nyíl hegye háromélű, a középkorból ismert nyílhegyek alakja sokféle; a főbb típusok közé tartozik a hengeres sima, hegyes levél alakú és szigonyos. A magyar nyíl hegyének alakja levél vagy rombusz. 
A honfoglaló magyaroknak is kedvelt fegyverük volt és a 17. századig használták. A nyilat az íjjal Európa és Ázsia népei a puskaporral töltött fegyverek feltalálása után még sokáig szívesebben használták, mint a muskétát vagy puskát, mert könnyebb volt vele bánni, s gyorsabban lehetett vele lőni. Voltak mérgezett hegyű nyilak és tüzes nyilak, amelyeknek végén kénnel, salétrommal és szénnel telt tarisznya lógott. Ez borszeszbe áztatták, megszáradásuk után kénbe és gyantába mártották, kilövés előtt pedig meggyújtották.
A modern íjászatban használt fából készített nyílvesszők alapanyaga a cédrus és a különböző fenyőfélék. Több méret is használatos átmérőben, 5/16", 11/32" vagy ezek variálása jellemző az ún. dongás vesszőknél. A dongás vessző főleg céllövészetben használatos. A vessző a hegynél és a nocknál 5/16", középen 11/32". 

### Csavart tollazás
A csavart tollazású (spin wing) nyílvessző a kilövés után a saját tengelye körül forog, a forgásstabilizált vesszővel pontosabb a lövés.
A madártollakkal felszerelt vesszők a tollak íveltsége miatt többnyire szintén forgó mozgást végeznek repülés közben. A toll felragasztása során figyelembe kell venni ennek az ívelésnek az irányát. Ha a vesszőt hátulról nézve nem egyforma az összes toll csavarodási iránya, úgy a vessző repülésközben csóválni, bukdácsolni fog. A tollak a madár azonos oldali tollai legyenek. Vagy balos, vagy jobbos, keverni nem szabad. 
A csavart tollazás egy különleges változata a flu-flu vessző, amelyre egyetlen, hosszú tollat ragasztanak spirálisan a vesszőre tekerve, azonban nem minden flu-flu vessző csavart tollazású.
A flu-flu vessző a kilövése után rövid ideig hagyományos vesszőként repül, majd drasztikusan veszíteni kezd a sebességéből, és leesik. Madarak vadászata során használják, például egy fa tetejére irányzott és célt tévesztő vessző nem száll messzire, így természetesen könnyebben megtalálható.